# Bremska Republika Rad
Bremska Republika Rad (niem. Bremer Räterepublik) – krótkotrwała, powołana drogą rewolucji listopadowej 1918/1919 republika socjalistyczna na terenie Wolnego Hanzeatyckiego Miasta Brema, części Republiki Weimarskiej. Została proklamowana 10 stycznia 1919 roku, a zlikwidowana już 4 lutego.